# Mary Johnston
Mary Johnston (21 de noviembre de 1870 - 9 de mayo de 1936) fue una novelista estadounidense y una defensora de los derechos de las mujeres de Virginia. Fue una de las autoras más vendidas de los Estados Unidos durante su carrera de escritora y tres de sus novelas fueron adaptadas a películas de cine mudo.

## Primeros años
Mary Johnston nació en la pequeña ciudad de Buchanan, Virginia. Era la hija mayor de John William Johnston, un veterano de la guerra civil estadounidense, y Elizabeth Dixon Alexander Johnston. Como se ponía enferma con frecuencia, fue educada en casa por familiares y tutores. Creció con amor hacia los libros, y era lo bastante independiente económicamente para poder dedicarse a la escritura.

## Carrera
Johnston escribió libros históricos y novelas que a menudo combinaban el romance con la historia. Su primer libro, Prisoners of Hope (1898), versa sobre los tiempos coloniales en Virginia; al igual que su segunda novela, To Have and to Hold (1900), y más tarde, Sir Mortimer (1904). En La Diosa de la Razón (1907) utiliza el tema de la Revolución Francesa, y en Lewis Rand (1908) retrató la vida política en los albores del siglo XIX.

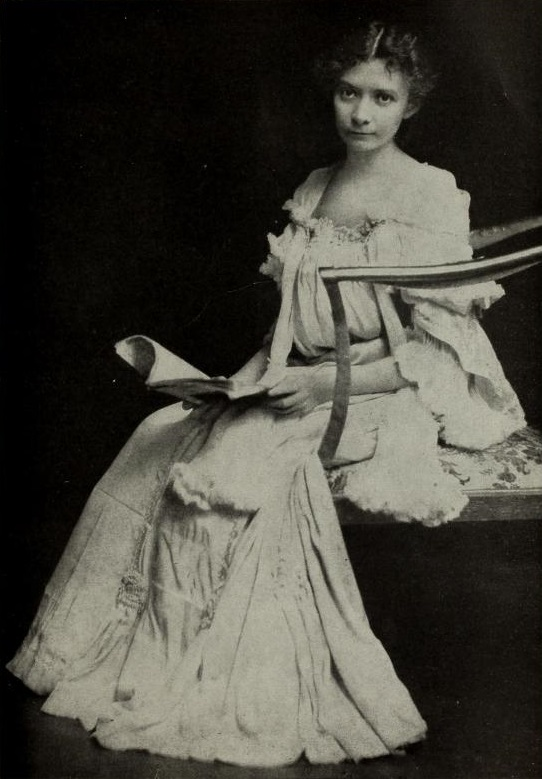
Retrato publicado en 1909

To Have and to Hold fue serializado en The Atlantic Monthly en 1899 y publicado en forma de libro en 1900, por Houghton Mifflin. El libro resultó enormemente popular, llegando a ser la novela más vendida en los Estados Unidos en 1900. El siguiente trabajo de Johnston, titulado Audrey, fue el quinto libro más vendido en los EE.UU en 1902, y Sir Mortimer, serializado en la revista Harper's Monthly desde noviembre de 1903 hasta abril de 1904, se publicó en 1904. Su exitosa novela de 1911 sobre la guerra civil estadounidense, The Long Roll, llevó a Johnston a un conflicto abierto con la viuda de Stonewall Jackson, Mary Anna Jackson. Más allá de su América natal, las novelas de Johnston también fueron muy populares en Canadá y en Inglaterra.
Durante su larga carrera, Johnston escribió, además de 23 novelas, numerosos cuentos, dos largos poemas narrativos y una obra de teatro. Usó su fama para abogar por los derechos de las mujeres y apoyó firmemente el movimiento de sufragio femenino.
Su libro titulado Hagar (1913), considerada una de las primeras novelas feministas y que es considerada algo autobiográfica, captura los primeros días de la lucha por los derechos de las mujeres. El profundo enfoque de Johnston sobre el sufragio femenino en los Estados Unidos está documentado en sus cartas y correspondencia con mujeres que trabajaban por el derecho al voto. Hagar recibió la oposición de hombres y mujeres de mentalidad tradicional, que estaban molestos por las ideas progresistas del libro. Muchos se negaron a comprar esta obra, así como las novelas posteriores de Johnston.
Durante su vida, Johnston fue amiga íntima de la autora de Lo que el viento se llevó, Margaret Mitchell, quien una vez comentó: «Dudo en escribir sobre el sur después de haber leído a Mary Johnston».

### Adaptaciones al cine
Tres de los libros de Johnston fueron llevados al cine. Audrey se convirtió en una película muda del mismo nombre en 1916, y su exitoso trabajo To Have and to Hold fue adaptado a dos películas mudas en 1916 y 1922 respectivamente. Pioneers of the Old South fue adaptada como la película Jamestown (1923).

## Muerte y legado

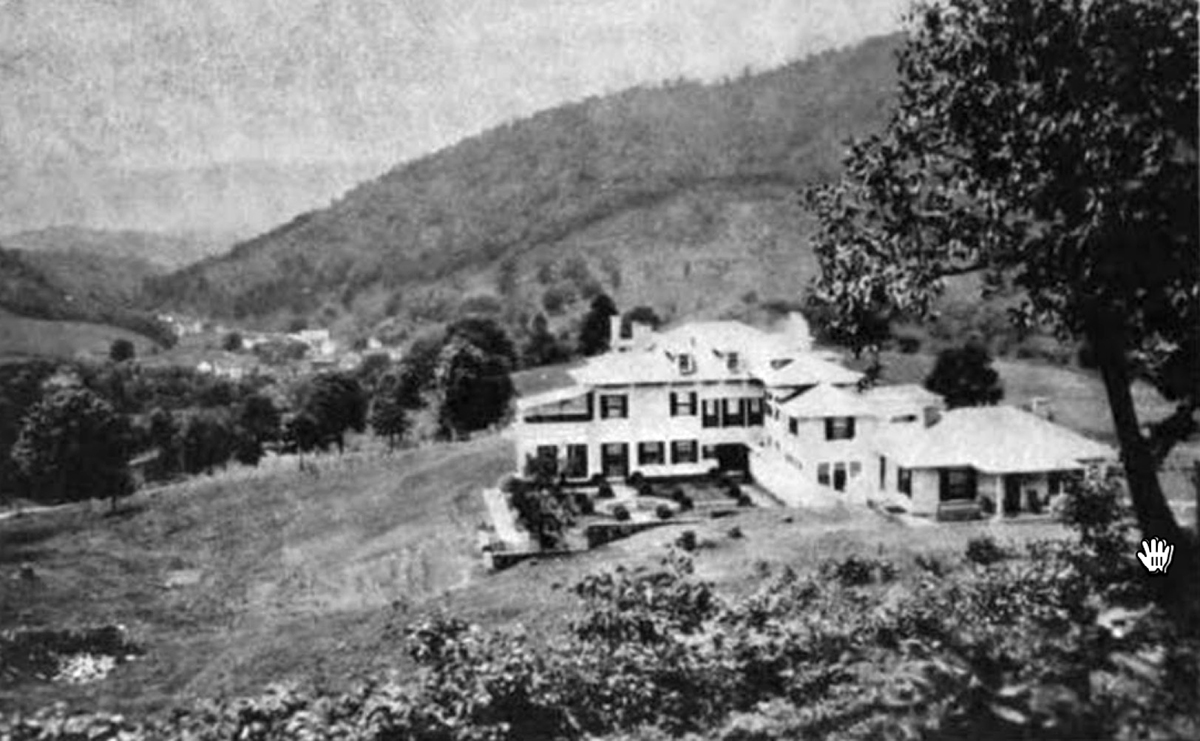
Three Hills, casa de Johnston en Warm Springs, Virginia, 1915

Johnston murió en 1936, a la edad de 65 años, en su casa en Warm Springs, Virginia. Fue enterrada en el Cementerio de Hollywood en Richmond.
Three Hills, su casa en Warm Springs, se agregó al Registro Nacional de Lugares Históricos en 2013. Su casa de Richmond en Linden Row fue incluida en 1971.